# Kiwibank
 (août 2019).
Kiwibank est une filiale de l'entreprise d'État New Zealand Post Limited, du New Zealand Superannuation Fund et de l'Accident Compensation Corporation. Kiwibank fournit certains de ses services bancaires via PostShops (bureaux de poste). Kiwibank est détenu par le gouvernement de Nouvelle-Zélande, with New Zealand Post détenant 51 % et l'Accident Compensation Corporation et le New Zealand Superannuation Fund détenant les 49 % restants.